# Шампиони на Германия по футбол
Шампионът на Германия включва състезания в рамките на Германския футболен съюз от 1903 г.
Опити да се определи общогермански шампион от други федерации съществуват от 1890 г. В периода между 1948 до 1991 г. се провеждат отделни първенства на Западна и Източна Германия.
Рекорден шампион на страната от 1987 г. до днес е Байерн Мюнхен, който има спечелени 29 титли, следван от най-титулувания клуб на бившата ГДР Динамо Берлин (10 титли на Източна Германия). Първият рекорден шампион на Германия е Лайпцих, изравнен през 1924 и изместен през 1925 г. от Нюрнберг, и Шалке 04, който се изравнява с „франките“ от 1942 до 1948 и от 1958 до 1961 г. с шест, съответно седем, шампионски трофея.

## Шампиони на Германия преди 1903 г.
Преди основаването на Германския футболен съюз в страната съществуват други футболни организации, които провеждат неофициални германски първенства. Първата по-мащабна организация от подобен характер е създаденият през 1890 г. Съюз на германските футболисти, чийто първи шампион е Германия Берлин. През следващата година възниква Германският съюз по футбол и крикет, който наследява своя предшественик. Седалището и на двете организации е Берлин. Подобни регионални обединения възникват и в други краища на германската държава и провеждат собствени турнири, които обаче не се задържат дълго и малко по-късно се интегрират в регионалните подразделения на ГФС.
През 1894 г. се насрочва финална среща за германската титла между първенеца на Германския съюз по футбол и крикет Виктория Берлин и този на Южногерманското футболно обединение Ханау 93, която трябва да се проведе в Берлин. Ханауските футболисти обаче не се явяват за мача поради непосилно високите разноски по пътуването до столицата и така берлинската Виктория е обявена за служебен шампион на страната. 113 години по-късно, на 21 и 28 юли 2007 г., срещите между двата тима символично се играят, а в двубоя берлинчани се налагат и по спортен път след 3:0 и 1:1.

### Шампиони на Съюза на германските футболисти (1890 – 1891 г.)
- 1890: Германия Берлин;
- 1891: Германия Берлин (непотвърдено).

### Шампиони на Германския съюз по футбол и крикет (1892 – 1902 г.)
- 1891/92: Ди Инглиш Еф Си 1890 Берлин;
- 1892/93: Виктория Берлин;
- 1893/94: Виктория Берлин;
- 1894/95: Виктория Берлин;
- 1895/96: Виктория Берлин;
- 1896/97: Виктория Берлин;
- 1897/98: Форвертс Берлин;
- 1898/99: Форвертс Берлин;
- 1899/1900: Форвертс Берлин;
- 1900/01: Форвертс Берлин;
- 1901/02: Берлински Спортен Клуб 1893.

## Начин на излъчване на шампионите
До 1948 г. шампионът на Германия се определя във финален рунд за германската титла. Едва от 1949 г. Източна Германия въвежда национална лига, включваща най-добрите отбори в страната, които играят помежду си по две срещи и с разменено домакинство. Примерът на ГДР е последван от Западна Германия през 1963 г. чрез въвеждането на Първа Бундеслига.

### Провеждане от 1902 до 1933 г.
До 1933 г. шампионът на страната се определя в условия на директна елиминация, като победителят се излъчва в една среща на неутрален терен. При равенство в редовното време и продълженията се насрочва преиграване, също на неутрално игрище. Поради финансови съображения ГФС често не спазва принципа за неутрално игрище или посочва терен в непосредствена близост до игрището на един от спорещите отбори. Поради подобни облагодетелстващи решения първенството през 1904 г. се прекъсва поради протестите на отпадналите отбори и в крайна сметка през тази година титлата не се връчва на никой клуб.
През 1905 г. за титлата спорят първенците на отделните местни футболни организации в Германия, включително и на съюзите на германците в чужбина, какъвто е случаят с отбора на немците в Прага Дойчер Праг, който играе финал през 1903 г. Въпреки сравнително големия брой футболни организации, през първия сезон под егидата на ГФС за първото място спорят само 6 отбора. През следващата година претендентите вече са 8, а през 1905 г. – 11.
Увеличаващият се брой на местните футболни съюзи и разликата в класите на членуващите в тях отбори принуждават Германският футболен съюз да въведе реформа от сезон 1906/07. Оттогава финалният турнир включва само осем отбора, излъчени от седем региона на германската държава, провеждащи вътрешни първенства, а това правило се запазва до сезон 1923/24.
Към съществуващите вече региони:
- „Юг“ (вътрешно първенство от 1898 г.),
- „Централен“ (вътрешно първенство от 1902 г.),
- „Запад“ (вътрешно първенство от 1903 г.)
- „Берлин-Бранденбург“ (вътрешно първенство от 1890 г., но включва множество спорещи футболни съюзи)

се прибавят по-новите региони:
- „Север“,
- „Югоизток“,
- „Североизток“ (чак през 1907 г.).

В крайна сметка участниците във финалния рунд за титлата са седемте първенеца на регионите плюс действащия шампион, който защитава званието си.
Изключение прави до 1911 г. регионът „Берлин“, където си съперничат два и дори, в определени сезони, три отбора. Затова, поради по-високата класа на берлинското първенство, ГФС разделя столичните клубове на две групи, всяка от които излъчва участник във финалния рунд. Под натиска на другите местни федерации „Берлин“ отново е представен от един тим от 1911 г.
По време на Първата световна война първенството на Германия временно е спряно.
Реформа се въвежда от сезон 1924/25, когато броят на отборите в шампионския турнир се увеличава на 16. Местните федерации излъчват вече по два отбора, а Южна и Западна Германия са представени дори от три клуба. Така защитаващият титлата си шампион не се класира повече автоматично за финалния рунд. За сметка на това елиминационната схема от преди това се запазва.
До 1933 г. не само шампионът на Германия, но и отделните регионални първенци, са се определяли по системата на директната елиминация във финален рунд. В отделните региони съществуват значителен брой първодивизионни групи, наречени окръжни лиги, гаулиги, окръжни групи или регионални лиги. Най-много такива групи същесвуват в Централна Германия, където се провеждат между 20 и 30 отделни първенства и крайният първенец се определя в един гигантски финален турнир. Общо в Германия до 1933 г. съществуват повече от 50 отделни местни първенства.

### Първенство от 1933 до 1944 г.
След поемането на властта на националсоциалистите в Германия, в германския футбол се извършва ново преустройство. Големите традиционни местни федерации се закриват, а на тяхно място се създават общо 16 гаусъюза, администриращи 16 гаулиги. Всеки един първенец на съответната гаулига участва отново в заключителен шампионски турнир. Регламентът на финалния турнир също се променя: 16-те тима играят първоначално в 4 групи с по 4 тима, срещащи се помежду си в 2 срещи. Победителите на 4-те групи играят полуфинали, а победителите в двата полуфинала определят шампиона на страната.
До 1938 г. броят на гаусъюзите остава непроменен, а след това отново се увеличава поради присъединяването на нови територии към Германския райх (Елзас, Австрия, Судетите) и следва преразглеждане на териториалните компетенции на всеки местен съюз, поради невъзможността от дълги пътувания за гостуване по време на Втората световна война. Така през сезон 1942/43 в германския футбол съществуват 29 гаусъюза, а през следващия сезон – 31. Финалният рунд отново се провежда по правилата на директната елиминация.

### Първенство от 1945 до 1949 г.
След Втората световна война в петте различни окупационни зони се провеждат турнири за определяне на отделните първенци. Те започват в различни години, както следва: американска, френска и берлинска окупационна зона – 1946 г., британска окупационна зона – 1947 г., съветска окупационна зона – 1948 г.
В първия следвоенен германски шампионат вземат участие представители на тези окупирани територии. Британската, френската и американската зона излъчват по два отбора, а Берлин и съветската зона – по един. Все пак на представителя на окупираните от СССР територии Планиц е забранено да участва във финалния турнир, а с това се проваля последният опит до 1991 г. да се определи единен шампион на Германия. В последвалите години в Източна и Западна Германия се провеждат отделни първенства.

### Първенство на ГДР от 1949 до 1991 г.
От 1949 г. в ГДР се въвежда елитно първенство, което през сезон 1949/50 носи името „Де Ес-Лига“ и се провежда без участието на берлинските отбори. През кампанията 1950/51 първенството вече се назовава „Оберлига“ и в него играят тимовете от [[Източен Берлин, напуснали градското първенство на Берлин през 1950 г. Още от първия си сезон шампионатът на Източна Германия се провежда на принципа „всеки срещу всеки“ и със събиране на точки. Отначало Оберлигата включва 14 отбора, а от сезон 1951/52 те са до 19. От 1954 г. елитните източногермански тимове отново са намалени на 14 и те остават толкова до закриването на първенството поради Обединението на Германия през 1991 г. От 3 октомври 1990 г. първенството носи името „Футболна Оберлига Североизток“.

### Първенство на ФРГ от 1948 до 1963 г.
В Западна Германия Германският футболен съюз не успява да въведе единна елитна лига за цялата страна в продължение на 15 години. До въвеждането на Първа Бундеслига през 1963 г. във ФРГ съществуват 6, а от 1950 г. 5 местни оберлиги – „Юг“, „Югозапад“, „Запад“, „Север“ и „Берлин“.
До 1950 г. шампионът на Германия се определя в края на сезона по принципа на директната елиминация измежду класираните отбори. От 1951 г. финалният кръг се състои от две предварителни групи с по 4 отбора, играещи помежду си по два мача, а първите отбори в двете групи играят финал за шампион на Германия. В двете предварителни групи се класират петте първенци на отделните оберлиги, а останалите 3 места се запълват от четирите вицепървенци (без „Берлин“) в баражни срещи.
Този регламент се запазва няколко години. Поради предстоящото Световно първенство в Швейцария'1954 броят на участващите отбори във финалния рунд се съкращава на 6 и те играят помежду си по два мача, без да се преминава през 2 предварителни групи. През 1957 г. ГФС прави опит да слее двете предварителни групи в едно, но тази идея не среща подкрепата на клубовете. Затова шампионският турнир преминава в единна група само в годините, когато се играят световни първенства – 1958 и 1962 г.

### Първенство на Първа Бундеслига от 1963 г. до днес
През 1963 г. Западна Германия става последната европейска футбола страна, която въвежда единно първенство за територията си, провеждано на принципа „всеки срещу всеки“. През сезон 1963/64 Първа Бундеслига стартира с 16 отбора, а техният брой е повишен на 18 две години по-късно и се запазва до Обединението на Германия.
След 1990 г. отново се играе единно германско първенство. Дотогавашните членове на бундеслигата запазват местата си, а към тях се добавят двата най-добри тима от вече бившата Източна Германия. Така през сезон 1991/92 елитното германско първенство включва 20 отбора, а от следващата година до днес спорещите за сребърната салатиера клубове са 18.

## Шампиони на Германия при мъжете (от 1903 г.)

### Финали за първенството на Германия (1903 – 1945 г.)
| Година                                                           | Шампион                                         | Финалист                                        | Резултат                                        | Дата                                            | Град                                            | Стадион                                         |
| ---------------------------------------------------------------- | ----------------------------------------------- | ----------------------------------------------- | ----------------------------------------------- | ----------------------------------------------- | ----------------------------------------------- | ----------------------------------------------- |
| 1903                                                             | Лайпцих                                         | Дойчер Праг                                     | 7:2                                             | 31 май 1903 г.                                  | Алтона                                          | Ексерцийрвайде                                  |
| 1904                                                             |                                                 | Британия 1892 Берлин Лайпцих                    | Не се играе финал.                              | Не се играе финал.                              | Не се играе финал.                              | Не се играе финал.                              |
| 1905                                                             | Унион 1892 Берлин                               | Карлсруер ФФ                                    | 2:0                                             | 21 май 1905 г.                                  | Кьолн                                           | Вайденпешер Парк                                |
| 1906                                                             | Лайпцих                                         | Пфорцхайм                                       | 2:1                                             | 27 май 1906 г.                                  | Нюрнберг                                        | Дер ерсте Еф Це Ен-Плац ан дер Цийгелгасе       |
| 1907                                                             | Фрайбургер ФК                                   | Виктория Берлин                                 | 3:1                                             | 2 юни 1907 г.                                   | Манхайм                                         | Ем Еф Ге 96-Плац ан дер Брауерайен              |
| 1908                                                             | Виктория Берлин                                 | Щутгартер Кикерс                                | 3:0                                             | 7 юни 1908 г.                                   | Темпелхоф                                       | Бе Еф Це Германия 1888 Плац Рингбанщрасе        |
| 1909                                                             | Фьоникс Карлсруе                                | Виктория Берлин                                 | 4:2                                             | 30 май 1909 г.                                  | Вроцлав                                         | Плац фон Шлезиен Бреслау                        |
| 1910                                                             | Карлсруер ФФ                                    | Холщайн Кил                                     | 1:0 (сл. прод.)                                 | 15 май 1910 г.                                  | Кьолн                                           | Вайденпешер Парк                                |
| 1911                                                             | Виктория Берлин                                 | Лайпцих                                         | 3:1                                             | 4 юни 1911 г.                                   | Дрезден                                         | Шпортплац ан дер Хюгиенеаусщелунг               |
| 1912                                                             | Холщайн Кил                                     | Карлсруер ФФ                                    | 1:0                                             | 26 май 1912 г.                                  | Хамбург                                         | Виктория-Шпортплац Хоелуфт                      |
| 1913                                                             | Лайпцих                                         | Дуисбургер ШпФ                                  | 3:1                                             | 11 май 1913 г.                                  | Мюнхен                                          | Ем Те Фау 1897-Плац                             |
| 1914                                                             | ШпФгг Фюрт                                      | Лайпцих                                         | 3:2 (сл. прод.)                                 | 31 май 1914 г.,                                 | Магдебург                                       | Виктоория 96-Плац                               |
| От 1915 до 1919 г. не се играе първенство (Първа световна война) |                                                 |                                                 |                                                 |                                                 |                                                 |                                                 |
| 1920                                                             | Нюрнберг                                        | ШпФгг Фюрт                                      | 2:0                                             | 13 юни 1920 г.                                  | Франкфурт                                       | Германия 1894-Плац ин ден Зандхьофер Вийзен     |
| 1921                                                             | Нюрнберг                                        | Форвертс Берлин                                 | 5:0                                             | 12 юни 1921 г.                                  | Дюселдорф                                       | Де Ес Це 99-Плац                                |
| 1922                                                             | Няма официален шампион: „Хамбург се отказва“    | Хамбург Нюрнберг                                | 2:2 (сл. прод.) 1:1 (сл. прод.)                 | 18 юни 1922 6 август 1922 г.                    | Берлин Лайпцих                                  | Груневалд-Щадион Щадион Пробстхайда             |
| 1923                                                             | Хамбург                                         | Унион Обершьоневайде                            | 3:0                                             | 10 юни 1923 г.                                  | Берлин                                          | Груневалд-Щадион                                |
| 1924                                                             | Нюрнберг                                        | Хамбург                                         | 2:0                                             | 8 юни 1924 г.                                   | Берлин                                          | Груневалд-Щадион                                |
| 1925                                                             | Нюрнберг                                        | Франкфурт                                       | 1:0 (сл. прод.)                                 | 7 юни 1925 г.                                   | Франкфурт                                       | Валдщадион                                      |
| 1926                                                             | ШпФгг Фюрт                                      | Херта Берлин                                    | 4:1                                             | 13 юни 1926 г.                                  | Франкфурт                                       | Валдщадион                                      |
| 1927                                                             | Нюрнберг                                        | Херта Берлин                                    | 2:0                                             | 12 юни 1927 г.                                  | Берлин                                          | Груневалд-Щадион                                |
| 1928                                                             | Хамбург                                         | Херта Берлин                                    | 5:2                                             | 29 юли 1928 г.                                  | Алтона                                          | Алтонски стадион                                |
| 1929                                                             | ШпФгг Фюрт                                      | Херта Берлин                                    | 3:2                                             | 28 юни 1929 г.                                  | Нюрнберг                                        | Дер ерсте Еф Це Ен-Щадион ам Цабо               |
| 1930                                                             | Херта Берлин                                    | Холщайн Кил                                     | 5:4                                             | 22 юни 1930 г.                                  | Дюселдорф                                       | Райнщадион                                      |
| 1931                                                             | Херта Берлин                                    | 1860 Мюнхен                                     | 3:2                                             | 14 юни 1931 г.                                  | Кьолн                                           | Мюнгерсдорфер Щадион                            |
| 1932                                                             | Байерн Мюнхен                                   | Айнтрахт Франкфурт                              | 2:0                                             | 12 юни 1932 г.                                  | Нюрнберг                                        | Градски стадион                                 |
| 1933                                                             | Фортуна Дюселдорф                               | Шалке 04                                        | 3:0                                             | 11 юни 1933 г.                                  | Кьолн                                           | Мюнгерсдорфер Щадион                            |
| 1934                                                             | Шалке 04                                        | Нюрнберг                                        | 2:1                                             | 24 юни 1934 г.                                  | Берлин                                          | Постщадион                                      |
| 1935                                                             | Шалке 04                                        | Щутгарт                                         | 6:4                                             | 23 юни 1935 г.                                  | Кьолн                                           | Мюнгерсдорфер Щадион                            |
| 1936                                                             | Нюрнберг                                        | Фортуна Дюселдорф                               | 2:1 (сл. прод.)                                 | 21 юни 1936 г.                                  | Берлин                                          | Постщадион                                      |
| 1937                                                             | Шалке 04                                        | Нюрнберг                                        | 2:0                                             | 20 юни 1937 г.                                  | Берлин                                          | Олимпийски стадион                              |
| 1938                                                             | Хановер 96                                      | Шалке 04                                        | 3:3 (сл. прод.) 4:3 (сл. прод.)                 | 26 юни 1938 г. 3 юли 1938 г.                    | Берлин                                          | Олимпийски стадион                              |
| 1939                                                             | Шалке 04                                        | Адмира Виена                                    | 9:0                                             | 18 юни 1939 г.                                  | Берлин                                          | Олимпийски стадион                              |
| 1940                                                             | Шалке 04                                        | Дрезденски Спортен Клуб                         | 1:0                                             | 21 юни 1940 г.                                  | Берлин                                          | Олимпийски стадион                              |
| 1941                                                             | Рапид Виена                                     | Шалке 04                                        | 4:3                                             | 22 юни 1941 г.                                  | Берлин                                          | Олимпийски стадион                              |
| 1942                                                             | Шалке 04                                        | Фърст Виена                                     | 2:0                                             | 5 юли 1942 г.                                   | Берлин                                          | Олимпийски стадион                              |
| 1943                                                             | Дрезденски Спортен Клуб                         | Еф Фау Саарбрюкен                               | 3:0                                             | 27 юни 1943 г.                                  | Берлин                                          | Олимпийски стадион                              |
| 1944                                                             | Дрезденски Спортен Клуб                         | Луфтвафен Ес Фау Хамбург                        | 4:0                                             | 18 юни 1944 г.                                  | Берлин                                          | Олимпийски стадион                              |
| 1945                                                             | Преждевременно прекъснат (Втора световна война) | Преждевременно прекъснат (Втора световна война) | Преждевременно прекъснат (Втора световна война) | Преждевременно прекъснат (Втора световна война) | Преждевременно прекъснат (Втора световна война) | Преждевременно прекъснат (Втора световна война) |

### Шампиони на окупационните зони (1946 – 48 г.)
| Година | Американска зона | Френска зона   | Британска зона | Британска зона | Съветска зона | Берлин               |
| ------ | ---------------- | -------------- | -------------- | -------------- | ------------- | -------------------- |
| 1946   | Щутгарт          | Саарбрюкен     |                |                |               | Вилмерсдорф          |
| 1947   | Нюрнберг         | Кайзерслаутерн | Хамбург        | Хамбург        |               | Шарлотенбург         |
| 1948   | Нюрнберг         | Кайзерслаутерн | Хамбург        | Хамбург        | Планиц        | Унион Обершьоневайде |

### Първенство на Германия – Финал 1948 г.
| Година | Шампион  | Финалист       | Резултат | Дата             | Град  | Стадион              |
| ------ | -------- | -------------- | -------- | ---------------- | ----- | -------------------- |
| 1948   | Нюрнберг | Кайзерслаутерн | 2:1      | 8 август 1948 г. | Кьолн | Мюнгерсдорфер Щадион |

### Финали за първенство на Западна Германия и първенство на Източна Германия (1949 – 1963 г.)
| Година | Шампион            | Финалист         | Резултат        | Дата           | Град/ Стадион | Шампион на ГДР                         |
| ------ | ------------------ | ---------------- | --------------- | -------------- | ------------- | -------------------------------------- |
| 1949   | Манхайм            | Борусия Дортмунд | 3:2 (сл. прод.) | 10 юли 1949 г. | Щутгарт       | Унион Хале (шампион на източната зона) |
| 1950   | Щутгарт            | Кикерс Офенбах   | 2:1             | 25 юни 1950 г. | Берлин        | Хорст Цвикау                           |
| 1951   | Кайзерслаутерн     | Пройсен Мюнстер  | 2:1             | 30 юни 1951 г. | Берлин        | Хеми Лайпцих                           |
| 1952   | Щутгарт            | Саарбрюкен       | 3:2             | 22 юни 1952 г. | Лудвихсхафен  | Турбине Хале                           |
| 1953   | Кайзерслаутерн     | Щутгарт          | 4:1             | 21 юни 1953 г. | Берлин        | Динамо Дрезден                         |
| 1954   | Хановер 96         | Кайзерслаутерн   | 5:1             | 23 май 1954 г. | Хамбург       | Турбине Ерфурт                         |
| 1955   | Рот-Вайс Есен      | Кайзерслаутерн   | 4:3             | 26 юни 1955 г. | Хановер       | Турбине Ерфурт ('54/'55)               |
| 1956   | Борусия Дортмунд   | Карлсруе         | 4:2             | 24 юни 1956 г. | Берлин        | Висмут Карл-Маркс-Щат ('55)            |
| 1957   | Борусия Дортмунд   | Хамбург          | 4:1             | 23 юни 1957 г. | Хановер       | Висмут Карл-Маркс-Щат ('56)            |
| 1958   | Шалке 04           | Хамбург          | 3:0             | 18 май 1958 г. | Хановер       | Висмут Карл-Маркс-Щат ('57)            |
| 1959   | Айнтрахт Франкфурт | Кикерс Офенбах   | 5:3 (сл. прод.) | 28 юни 1959 г. | Берлин        | Форвертс Берлин ('58)                  |
| 1960   | Хамбург            | Кьолн            | 3:2             | 25 юни 1960 г. | Франкфурт     | Висмут Карл-Маркс-Щат ('59)            |
| 1961   | Нюрнберг           | Борусия Дортмунд | 3:0             | 24 юни 1961 г. | Хановер       | Форвертс Берлин ('60)                  |
| 1962   | Кьолн              | Нюрнберг         | 4:0             | 12 май 1962 г. | Берлин        | Форвертс Берлин ('61/'62)              |
| 1963   | Борусия Дортмунд   | Кьолн            | 3:1             | 29 юни 1963 г. | Щутгарт       | Мотор Йена                             |

### Първа Бундеслига на ФРГ и Оберлига на ГДР (1964 – 1991 г.)
| Година | Шампион                | Вицешампион            | Трети                  | Трети                  | Шампион на ГДР    | Шампион на ГДР    |
| ------ | ---------------------- | ---------------------- | ---------------------- | ---------------------- | ----------------- | ----------------- |
| 1964   | Кьолн                  | Майдерихер ШФ          | Айнтрахт Франкфурт     | Айнтрахт Франкфурт     | Хеми Лайпцих      | Хеми Лайпцих      |
| 1965   | Вердер Бремен          | Кьолн                  | Борусия Дортмунд       | Борусия Дортмунд       | Форвертс Берлин   | Форвертс Берлин   |
| 1966   | Мюнхен 1860            | Борусия Дортмунд       | Байерн Мюнхен          | Байерн Мюнхен          | Форвертс Берлин   | Форвертс Берлин   |
| 1967   | Айнтрахт Брауншвайг    | Мюнхен 1860            | Борусия Дортмунд       | Борусия Дортмунд       | ФК Карл-Маркс-Щат | ФК Карл-Маркс-Щат |
| 1968   | Нюрнберг               | Вердер Бремен          | Борусия Мьонхенгладбах | Борусия Мьонхенгладбах | Карл Цайс Йена    | Карл Цайс Йена    |
| 1969   | Байерн Мюнхен          | Алемания Аахен         | Борусия Мьонхенгладбах | Борусия Мьонхенгладбах | Форвертс Берлин   | Форвертс Берлин   |
| 1970   | Борусия Мьонхенгладбах | Байерн Мюнхен          | Херта Берлин           | Херта Берлин           | Карл Цайс Йена    | Карл Цайс Йена    |
| 1971   | Борусия Мьонхенгладбах | Байерн Мюнхен          | Херта Берлин           | Херта Берлин           | Динамо Дрезден    | Динамо Дрезден    |
| 1972   | Байерн Мюнхен          | Шалке 04               | Борусия Мьонхенгладбах | Борусия Мьонхенгладбах | Магдебург         | Магдебург         |
| 1973   | Байерн Мюнхен          | Кьолн                  | Фортуна Дюселдорф      | Фортуна Дюселдорф      | Динамо Дрезден    | Динамо Дрезден    |
| 1974   | Байерн Мюнхен          | Борусия Мьонхенгладбах | Фортуна Дюселдорф      | Фортуна Дюселдорф      | Магдебург         | Магдебург         |
| 1975   | Борусия Мьонхенгладбах | Херта Берлин           | Айнтрахт Франкфурт     | Айнтрахт Франкфурт     | Магдебург         | Магдебург         |
| 1976   | Борусия Мьонхенгладбах | Хамбург                | Байерн Мюнхен          | Байерн Мюнхен          | Динамо Дрезден    | Динамо Дрезден    |
| 1977   | Борусия Мьонхенгладбах | Шалке 04               | Айнтрахт Брауншвайг    | Айнтрахт Брауншвайг    | Динамо Дрезден    | Динамо Дрезден    |
| 1978   | Кьолн                  | Борусия Мьонхенгладбах | Херта Берлин           | Херта Берлин           | Динамо Дрезден    | Динамо Дрезден    |
| 1979   | Хамбург                | Щутгарт                | Кайзерслаутерн         | Кайзерслаутерн         | Динамо Берлин     | Динамо Берлин     |
| 1980   | Байерн Мюнхен          | Хамбург                | Кайзерслаутерн/Щутгарт | Кайзерслаутерн/Щутгарт | Динамо Берлин     | Динамо Берлин     |
| 1981   | Байерн Мюнхен          | Хамбург                | Щутгарт                | Щутгарт                | Динамо Берлин     | Динамо Берлин     |
| 1982   | Хамбург                | Кьолн                  | Байерн Мюнхен          | Байерн Мюнхен          | Динамо Берлин     | Динамо Берлин     |
| 1983   | Хамбург                | Вердер Бремен          | Щутгарт                | Щутгарт                | Динамо Берлин     | Динамо Берлин     |
| 1984   | Щутгарт                | Хамбург                | Борусия Мьонхенгладбах | Борусия Мьонхенгладбах | Динамо Берлин     | Динамо Берлин     |
| 1985   | Байерн Мюнхен          | Вердер Бремен          | Кьолн                  | Кьолн                  | Динамо Берлин     | Динамо Берлин     |
| 1986   | Байерн Мюнхен          | Вердер Бремен          | Байер Юрдинген         | Байер Юрдинген         | Динамо Берлин     | Динамо Берлин     |
| 1987   | Байерн Мюнхен          | Хамбург                | Борусия Мьонхенгладбах | Борусия Мьонхенгладбах | Динамо Берлин     | Динамо Берлин     |
| 1988   | Вердер Бремен          | Байерн Мюнхен          | Кьолн                  | Кьолн                  | Динамо Берлин     | Динамо Берлин     |
| 1989   | Байерн Мюнхен          | Кьолн                  | Вердер Бремен          | Вердер Бремен          | Динамо Дрезден    | Динамо Дрезден    |
| 1990   | Байерн Мюнхен          | Кьолн                  | Айнтрахт Франкфурт     | Айнтрахт Франкфурт     | Динамо Дрезден    | Динамо Дрезден    |
| 1991   | Кайзерслаутерн         | Байерн Мюнхен          | Вердер Бремен          | Вердер Бремен          | Ханза Росток      | Ханза Росток      |

### Шампиони на Първа Бундеслига на Обединена Германия (от сезон 1991/92)
| Година | Шампион          | Вицешампион      | Трети                  | Трети                  | Четвърти               | Четвърти               |
| ------ | ---------------- | ---------------- | ---------------------- | ---------------------- | ---------------------- | ---------------------- |
| 1992   | Щутгарт          | Борусия Дортмунд | Айнтрахт Франкфурт     | Айнтрахт Франкфурт     | Кьолн                  | Кьолн                  |
| 1993   | Вердер Бремен    | Байерн Мюнхен    | Айнтрахт Франкфурт     | Айнтрахт Франкфурт     | Борусия Дортмунд       | Борусия Дортмунд       |
| 1994   | Байерн Мюнхен    | Кайзерслаутерн   | Байер Леверкузен       | Байер Леверкузен       | Борусия Дортмунд       | Борусия Дортмунд       |
| 1995   | Борусия Дортмунд | Вердер Бремен    | Фрайбург               | Фрайбург               | Кайзерслаутерн         | Кайзерслаутерн         |
| 1996   | Борусия Дортмунд | Байерн Мюнхен    | Шалке 04               | Шалке 04               | Борусия Мьонхенгладбах | Борусия Мьонхенгладбах |
| 1997   | Байерн Мюнхен    | Байер Леверкузен | Борусия Дортмунд       | Борусия Дортмунд       | Щутгарт                | Щутгарт                |
| 1998   | Кайзерслаутерн   | Байерн Мюнхен    | Байер Леверкузен       | Байер Леверкузен       | Щутгарт                | Щутгарт                |
| 1999   | Байерн Мюнхен    | Байер Леверкузен | Херта Берлин           | Херта Берлин           | Борусия Дортмунд       | Борусия Дортмунд       |
| 2000   | Байерн Мюнхен    | Байер Леверкузен | Хамбург                | Хамбург                | Мюнхен 1860            | Мюнхен 1860            |
| 2001   | Байерн Мюнхен    | Шалке 04         | Борусия Дортмунд       | Борусия Дортмунд       | Байер Леверкузен       | Байер Леверкузен       |
| 2002   | Борусия Дортмунд | Байер Леверкузен | Байерн Мюнхен          | Байерн Мюнхен          | Херта Берлин           | Херта Берлин           |
| 2003   | Байерн Мюнхен    | Щутгарт          | Борусия Дортмунд       | Борусия Дортмунд       | Хамбург                | Хамбург                |
| 2004   | Вердер Бремен    | Байерн Мюнхен    | Байер Леверкузен       | Байер Леверкузен       | Щутгарт                | Щутгарт                |
| 2005   | Байерн Мюнхен    | Шалке 04         | Вердер Бремен          | Вердер Бремен          | Херта Берлин           | Херта Берлин           |
| 2006   | Байерн Мюнхен    | Вердер Бремен    | Хамбург                | Хамбург                | Шалке 04               | Шалке 04               |
| 2007   | Щутгарт          | Шалке 04         | Вердер Бремен          | Вердер Бремен          | Байерн Мюнхен          | Байерн Мюнхен          |
| 2008   | Байерн Мюнхен    | Вердер Бремен    | Шалке 04               | Шалке 04               | Хамбург                | Хамбург                |
| 2009   | Волфсбург        | Байерн Мюнхен    | Щутгарт                | Щутгарт                | Херта Берлин           | Херта Берлин           |
| 2010   | Байерн Мюнхен    | Шалке 04         | Вердер Бремен          | Вердер Бремен          | Байер Леверкузен       | Байер Леверкузен       |
| 2011   | Борусия Дортмунд | Байер Леверкузен | Байерн Мюнхен          | Байерн Мюнхен          | Хановер 96             | Хановер 96             |
| 2012   | Борусия Дортмунд | Байерн Мюнхен    | Шалке 04               | Шалке 04               | Борусия Мьонхенгладбах | Борусия Мьонхенгладбах |
| 2013   | Байерн Мюнхен    | Борусия Дортмунд | Байер Леверкузен       | Байер Леверкузен       | Шалке 04               | Шалке 04               |
| 2014   | Байерн Мюнхен    | Борусия Дортмунд | Шалке 04               | Шалке 04               | Байер Леверкузен       | Байер Леверкузен       |
| 2015   | Байерн Мюнхен    | Волфсбург        | Борусия Мьонхенгладбах | Борусия Мьонхенгладбах | Байер Леверкузен       | Байер Леверкузен       |
| 2016   | Байерн Мюнхен    | Борусия Дортмунд | Байер Леверкузен       | Байер Леверкузен       | Борусия Мьонхенгладбах | Борусия Мьонхенгладбах |
| 2017   | Байерн Мюнхен    | РБ Лайпциг       | Борусия Дортмунд       | Борусия Дортмунд       | Хофенхайм              | Хофенхайм              |
| 2018   | Байерн Мюнхен    | Шалке 04         | Хофенхайм              | Хофенхайм              | Борусия Дортмунд       | Борусия Дортмунд       |
| 2019   | Байерн Мюнхен    | Борусия Дортмунд | РБ Лайпциг             | РБ Лайпциг             | Байер Леверкузен       | Байер Леверкузен       |
| 2020   | Байерн Мюнхен    | Борусия Дортмунд | РБ Лайпциг             | РБ Лайпциг             | Борусия Мьонхенгладбах | Борусия Мьонхенгладбах |
| 2021   | Байерн Мюнхен    | РБ Лайпциг       | Борусия Дортмунд       | Борусия Дортмунд       | Волфсбург              | Волфсбург              |
| 2022   | Байерн Мюнхен    | Борусия Дортмунд | Байер Леверкузен       | Байер Леверкузен       | РБ Лайпциг             | РБ Лайпциг             |
| 2023   | Байерн Мюнхен    | Борусия Дортмунд | РБ Лайпциг             | РБ Лайпциг             | Унион Берлин           | Унион Берлин           |
| 2024   | Байер Леверкузен | ФФБ Щутгарт      | Байерн Мюнхен          | Байерн Мюнхен          | РБ Лайпциг             | РБ Лайпциг             |
| 2025   | Байерн Мюнхен    | Байер Леверкузен |                        |                        |                        |                        |

## Вечно класиране на шампионите
Взети са данни от първенствата на Германия след 1903 г. При равенство на титлите се дава предимство на по-ранния шампион.
| Място | Отбор                   | Шампионски титли | 0Времеви интервал0 | Бележка |
| ----- | ----------------------- | ---------------- | ------------------ | --- |
| 1.    | Байерн Мюнхен           | 34               | 1932 – 2025 г.     | Първи „хеттрик“ от титли; първи пет поредни; рекорден шампион след 1987 г.                                                            |
| 2.    | Динамо Берлин           | 10               | 1979 – 1988 г.     | Рекорден шампион на ГДР; всички титли са една след друга.                                                                             |
| 3.    | Нюрнберг                | 9                | 1920 – 1968 г.     | Първа защита на титла; рекорден шампион в продължение на 63 години; единственият действащ шампион, който изпада през следващия сезон. |
| 4.    | Динамо Дрезден          | 8                | 1953 – 1990 г.     | |
|       | Борусия Дортмунд        | 8                | 1956 – 2012 г.     | Последен шампион на Германия преди въвеждането на Първа Бундеслига; през 1956 и 1957 г. печели титлата с абсолютно един и същ състав. |
| 6.    | Шалке 04                | 7                | 1934 – 1958 г.     | |
| 7.    | Хамбургер               | 6                | 1923 – 1983 г.     | „Отказва“ се от титлата през 1922 г.                                                                                                  |
|       | Форвертс Берлин         | 6                | 1959 – 1969 г.     | |
| 9.    | Щутгарт                 | 5                | 1950 – 2007 г.     | |
|       | Борусия Мьонхенгладбах  | 5                | 1970 – 1977 г.     | |
| 11.   | Кайзерслаутерн          | 4                | 1951 – 1998 г.     | Последен шампион на Западна Германия; единствен отбор, станал шампион като новак в елитната дивизия.                                  |
|       | Вердер Бремен           | 4                | 1965 – 2004 г.     | |
| 13.   | Лайпцих                 | 3                | 1903 – 1913 г.     | Първи шампион на Германия през 1903 г.                                                                                                |
|       | Гройтер Фюрт            | 3                | 1914 – 1929 г.     | |
|       | Висмут Карл-Маркс-Щат   | 3                | 1956 – 1959 г.     | |
|       | Кьолн                   | 3                | 1962 – 1978 г.     | Първи шампион на Първа Бундеслига. |
|       | Карл Цайс Йена          | 3                | 1963 – 1970 г.     | Шампион и под името „Мотор Йена“. |
|       | Магдебург               | 3                | 1972 – 1975 г.     | |
| 19.   | Виктория Берлин         | 2                | 1908 – 1911 г.     | |
|       | Херта Берлин            | 2                | 1930 – 1931 г.     | |
|       | Хановер 96              | 2                | 1938 – 1954 г.     | |
|       | Дрезденски Спортен Клуб | 2                | 1943 – 1944 г.     | |
|       | Хеми Лайпцих            | 2                | 1951 – 1964 г.     | |
|       | Турбине Ерфурт          | 2                | 1954 – 1955 г.     | |
| 25.   | Унион 1892 Берлин       | 1                | 1905 г.            | |
|       | Фрайбургер ФК           | 1                | 1907 г.            | |
|       | Фьоникс Карлсруе        | 1                | 1909 г.            | |
|       | Карлсруер ФФ            | 1                | 1910 г.            | |
|       | Холщайн Кил             | 1                | 1912 г.            | |
|       | Фортуна Дюселдорф       | 1                | 1933 г.            | Става шампион, без да допусне гол; първи шампион на германския Запад.                                                                 |
|       | Рапид Виена             | 1                | 1941 г.            | Единствен шампион на Германия, който идва от град, извън днешните предели на Германия.                                                |
|       | Манхайм                 | 1                | 1949 г.            | Първи шампион на Западна Германия. |
|       | Хорх Цвикау             | 1                | 1950 г.            | Първи шампион на ГДР (шампион на източната зона).                                                                                     |
|       | Турбине Хале            | 1                | 1952 г.            | Шампион на източната зона под името Унион Хале.                                                                                       |
|       | Рот-Вайс Есен           | 1                | 1955 г.            | |
|       | Айнтрахт Франкфурт      | 1                | 1959 г.            | |
|       | Мюнхен 1860             | 1                | 1966 г.            | |
|       | Айнтрахт Брауншвайг     | 1                | 1967 г.            | |
|       | ФК Карл-Маркс-Щат       | 1                | 1967 г.            | |
|       | Ханза Росток            | 1                | 1991 г.            | Последен шампион на източногерманската Оберлига.                                                                                      |
|       | Волфсбург               | 1                | 2009 г.            | |

## Рекордни шампиони на ГФС
- От 1906 до 1910 г. Лайпцих (2 титли);
- От 1911 до 1912 г. Лайпцих и Виктория Берлин (по 2 титли);
- От 1913 до 1923 г. Лайпцих (3 титли);
- През 1924 г. Лайпцих и Нюрнберг (по 3 титли);
- От 1925 до 1941 г. Нюрнберг (4 до 6 титли);
- От 1942 до 1947 г. Нюрнберг и Шалке 04 (по 6 титли);
- От 1948 до 1957 г. Нюрнберг (7 титли);
- От 1958 до 1960 г. Нюрнберг и Шалке 04 (по 7 титли);
- От 1961 до 1985 г. Нюрнберг (8 до 9 титли);
- През 1986 г. Нюрнберг и Байерн Мюнхен (по 9 титли);
- От 1987 г. до днес Байерн Мюнхен (10 до 30 титли).

## Шампионски трофеи
Между 1903 и 1944 г. германският шампион получава купа Виктория след победния финал. От 1949 г. в края на всеки сезон на най-добрия германски тим се връчва сребърната салатиера като шампионски трофей.